# DN29E
DN29E este un drum național din județul Botoșani care face legătura între localitatea Stânca și granița cu Republica Moldova (vama Stânca-Costești).